# Chromodoris africana
Chromodoris africana is een slakkensoort uit de familie van de Chromodorididae. De wetenschappelijke naam van de soort is voor het eerst geldig gepubliceerd in 1904 door Eliot.